# Степовка (Кировоградская область)
Степовка (укр. Степівка) — село в Кетрисановской сельской общине Кропивницкого района Кировоградской области Украины.
До 2020 года входило в Бобринецкий район
Население по переписи 2001 года составляло 103 человека. Почтовый индекс — 27248. Телефонный код — 5257. Занимает площадь 1,455 км². Код КОАТУУ — 3520885803.